# Mount Rutford
Mount Rutford ist ein 4477 m hoher und scharfgratiger Berg im westantarktischen Ellsworthland. Er ragt als höchste Erhebung des Craddock-Massivs in der Sentinel Range des Ellsworthgebirges unmittelbar nördlich des Bugueño Pinnacle und 3,4 Kilometer nördlich des Mount Craddock auf.
Das Advisory Committee on Antarctic Names benannte ihn nach 2006 nach dem US-amerikanischen Geologen Robert Hoxie Rutford (1933–2019), der im Rahmen des United States Antarctic Program an der von John Campbell Craddock geleiteten Expedition der University of Minnesota in das Ellsworthgebirge (1962–1963) teilnahm, von 1975 bis 1977 die Abteilung des Polarprogramms der National Science Foundation leitete und später Vorsitzender des Scientific Committee on Antarctic Research (SCAR) war.